# Казанский округ путей сообщения

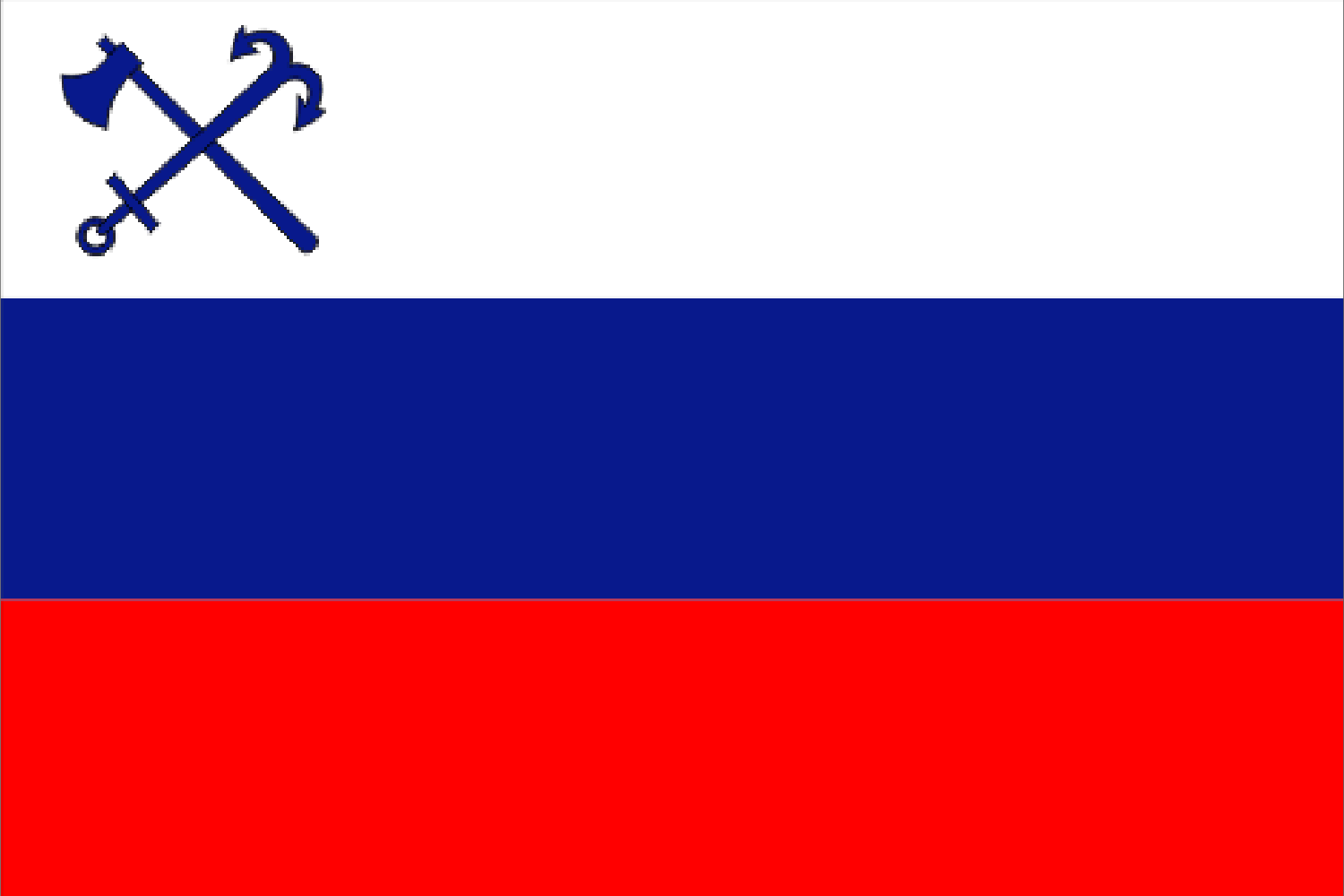
Флаг МПС Российской империи с 1870 г.

Казанский округ путей сообщения — орган управления водными путями в центральной части Российской империи в составе Управления (в 1870—1899 гг. — Департамента) водяных и шоссейных сообщений Министерства путей сообщения. Правление Округа находилось в губернском городе Казань.

## Пути Казанского округа

#### Главные пути
- Волга. От границы Округа (в 4-х верстах выше устья Шексны, у деревни Омут) до впадения в Каспийское море. 2599 вёрст.
- Кострома. От Солигалича до впадения в Волгу. 291 верста.
- Унжа. От Кологрива до впадения в Волгу. 289 вёрст.
- Ветлуга. От села Кажирово до устья. 592 версты.
- Сура. От устья реки Кадоды до впадения в Волгу у Васильсурска. 669 вёрст.
- Вишера. От устья р. Родник до впадения в Каму. 323 версты.
- Кама. От устья р. Вишеры до впадения в Волгу. 1128 вёрст.
- Белая. От Стерлитамака до устья. 675 вёрст.
- Вятка. От г. Слободского до впадения в Каму. 665 вёрст.

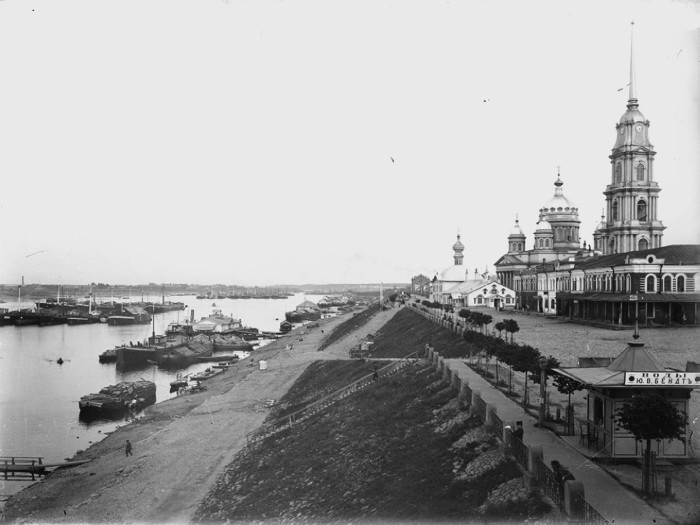
Набережная Волги в Рыбинске

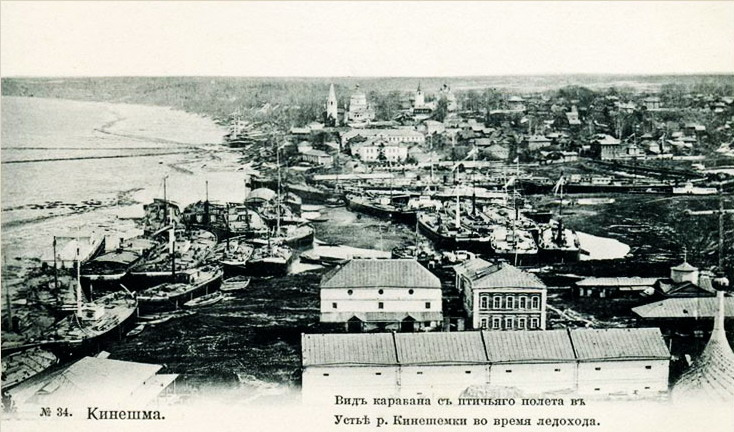
Кинешма. Караван во время ледохода

## Деление Округа. Должности

#### Отделения
- Нижегородское
- Саратовское
- Пермское

#### Технические участки
- Ярославский
- Унжинский
- Балахнинский
- Макарьевский
- Васильсурский
- Богородский
- Сызранский
- Камышинский
- Астраханский
- Верхне-Камский
- Чусовской
- Уфимский
- Вятский

#### Инспекционные участки Округа
- 1-й. Костромской
- 2-й. Кинешемский
- 3-й. Нижегородский
- 4-й. Казанский
- 5-й. Самарский
- 6-й. Саратовский
- 7-й. Царицынский
- 8-й. Приморский
- 9-й. Пермский
- 10-й. Елабужский
- 11-й. Мамадышский

#### Личный состав Округа
- Начальник округа
- Помощник начальника округа
- Инспектор судоходства
- Члены Правления (два)
- Канцелярия: правитель, помощник правителя, экзекутор.
- Строительное отделение
- Хозяйственное (счетное) отделение
- Судоходное отделение
- Инженер-механик
- Администрация дноуглубительных работ
- Врачебно-санитарный надзор
- Начальники судоходных дистанций
- Начальники судоходных постов
- Заведывающие пристанями
- Лоцманы
- Речной надзорщик

#### Судоходные дистанции
- Рыбинская, Ярославская, Костромская, Кинешемская, Юрьевецкая, Нижегородская, Васильсурская, Козмодемьянская, Чебоксарская, Казанская, Симбирская, Самарская, Сызранская, Хвалынская, Вольская, Саратовская, Камышинская, Царицынская, Астраханская, Чердынская, Пермская, Елабужская, Чистопольская, Уфимская, Вятская, Мамадышская, Пензенская

## Руководители
- 1869—1871: В. С. Каханов
- 23 ноября 1884 — 15 сентября 1892: И. И. Августовский
- 1892—1899: В. М. Лохтин
- ?—?: Макаров

## Виды рек Казанского Округа

#### Тяга
- Буксиры. Пароходы. «Товарищества братьев Нобель» (первые в мире дизель-электроходы «Вандал», «Скиф», «Сармат»; самоходная баржа «Евгения»).
- Туерная
- Лошадьми — Конная.
- Людская — Бурлацкая

#### Пароходства
- Самолет
- Кавказ и Меркурий
- «Надежда»
- М. К. Кашиной.
- Общество по Волге 1843 года
- Братьев Каменских
- Ив. Любимова
- Якимовых

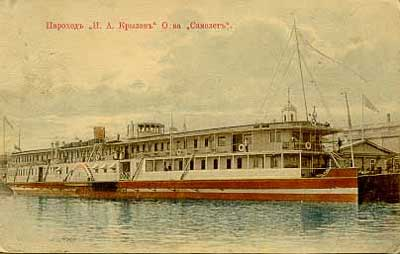
Пароход общества «Самолет»

- Пароходство Курбатовых. Сообщение: Нижний Новгород — Пермь.
- Товарищество Вятско-Волжское. Сообщение: Казань — Слободской.
- Купеческое пароходство
- Почтово-пассажирское пароходство Г. А. Набатова по реке Костроме. Буй — Кострома. Суда: «Ваня» и «Саша».
- Красносельское Товаро-пассажирское пароходство по реке Костроме. Буй — Кострома. Суда: «Благословенный» и «Трудолюбец».
- Пароходство Н. Н. Немкова. Сообщение: Нижний Новгород — Макарьев, Макарьев — Кологрив.
- Товарищество «Ахтубинское пароходство». Сообщение: Царицын — Угольное.
- Легко-пассажирское пароходство Савина. Сообщение: Казань — Бережные Челны, Казань — Чистополь, Казань — Н. Услон — Спасск (Переволоки).
- Пароходство Сорокина и Тупицыных по рекам Каме, Сылве и Чусовой. Сообщение: Пермь — Кунгур, Пермь — Чусовские Городки.

#### Служебные суда
- Землечерпательные машины: «Волжская 1» — «Волжская 17», «Камская 1»
- «Межень» — пароход при землечерпательных работах и для разъездов начальника Округа.
- «Ярославль» — пароход в распоряжении окружного инспектора судоходства.
- «Стрежень» — пароход при землечерпательных работах.
- «Екатерина» — пароход в распоряжении помощника начальника дноуглубительных работ
- «Павел» — пароход в распоряжении начальника Макарьевского технического участка
- «Царицын» — пароход в распоряжении начальника машины «Волжская 7-я»
- «Петр» — пароход в распоряжении начальника Богородского технического участка.
- «Восток» — пароход в распоряжении начальника Нижегородского отделения
- «Юрьевец» — барказ в распоряжении начальника Васильсурского технического участка
- «Кама» — паровой барказ для инспекторского надзора (передан в Вытегорский Округ путей сообщения в 1891 г.).
- «Макарьев» — барказ в распоряжении начальника Ярославского технического участка
- «Волга» — барказ в распоряжении землечерпательной машины «Волжская 5-я»
- «Свияга» — пароход в распоряжении Костромского инспектора судоходства
- «Кинешма» — пароход в распоряжении Кинешемского инспектора судоходства
- «Струя» — пароход,
- «№ 26», «Воложка» — барказы в распоряжении Нижегородского инспектора судоходства
- «Казань» — пароход в распоряжении Казанского инспектора судоходства
- «Александр» — пароход в распоряжении Самарского инспектора судоходства
- «Сызрань»,
- «Самара» — пароходы в распоряжении Саратовского инспектора судоходства
- «Верблюд», «Царев» — пароходы,
- «Чусовая» и «Постовый» — барказы в распоряжении Царицынского инспектора судоходства
- «Астрахань», «Иоанн», «Красный Яр» — пароходы в распоряжении Приморского инспектора судоходства
- «Вятка» — пароход в распоряжении Пермского инспектора судоходства
- «Елабуга» — пароход в распоряжении Елабужского инспектора судоходства
- «Уфа» — пароход в распоряжении Мамадышского инспектора судоходства
- «Сура» — барказ в распоряжении инж. Клейбера.